# Hunnan
Hunnan, tidigare Dongling, är ett stadsdistrikt i Shenyang i Liaoning-provinsen i nordöstra Kina.
Distriktets gamla namn Dongling (kinesiska: 东陵区?, pinyin: Dōnglíng qū) betyder "östra graven" och syftar på Nurhacis mausoleum, Fulinggraven.